# Высоковский (посёлок)
Высоковский — поселок в Солигаличском районе Костромской области. Входит в состав Бурдуковского сельского поселения

## География
Находится в северо-западной части Костромской области на расстоянии приблизительно 22 км на восток по прямой от города Солигалич, административного центра района.

## История
Поселок был основан в 1959 году как база лесопункта Солигаличского леспромхоза.

## Население
Постоянное население составляло 334 человека в 2002 году (русские 95%), 136 в 2022.